# Zviad Izoria
Zviad Izoria (Georgisch: ზვიად იზორია) (Choni, 6 januari 1984) is een Georgische schaker, die sinds maart 2013 speelt voor de Verenigde Staten. Hij is sinds 2002 een grootmeester (GM). 

## Jeugd
Op een leeftijd van 8 à 9 jaar kwam Zviad Izoria voor de eerste keer in een schaakclub in Choni (Georgië). Later vertrok de familie tijdens de burgeroorlog naar Sint-Petersburg, waar Izoria werd getraind door onder andere de Russische IM Alexej Junejev. In 1996 keerde familie terug naar Georgië.

## Schaakcarrière
- In 2000 won Izoria het Wereldkampioenschap schaken voor jeugd in de categorie tot 16 jaar.
- Eveneens in 2000 won hij de Moskou Kasparov Cup.
- In 2001 won hij het Europees schaakkampioenschap voor jeugd in de categorie tot 18 jaar. Ook won hij het Europees schaakkampioenschap voor junioren (tot 20 jaar). Ook werd hij tweede op het wereldkampioenschap voor jeugd, in de categorie tot 18 jaar.
- In 2002 won hij wederom het Europees schaakkampioenschap voor junioren.
- In 2002 werd hij tweede bij het kampioenschap van Georgië (voor volwassenen) en behaalde hij de titel 'grootmeester'.
- In 2003 werd hij gedeeld eerste in İzmir en in Hoogeveen.
- In 2004 werd hij bij het Petrosjan-Memorial in Jerevan gedeeld tweede, achter Vasyl Ivantsjoek.
- In mei 2005 won Zviad Izoria met 7.5 pt. uit 9 het open HB Global Chess toernooi dat in Minneapolis gehouden werd. Hij eindigde daarmee boven o.a. Gata Kamsky, Oleksandr Beljavsky, Pendyala Harikrishna, Jaan Ehlvest en Artur Joesoepov. De hoofdprijs was USD 50.000,-- en een van juwelen voorzien horloge.[3][4] Er eindigden negen spelers met 7 punten op de tweede plaats.
- Zviad Izoria nam in 2005 deel aan de Chess World Cup en werd in de eerste ronde uitgeschakeld door Sergej Erenburg.
- In 2007 kwalificeerde hij zich opnieuw voor deelname aan de Chess World Cup, maar kon niet deelnemen vanwege het niet tijdig gereedkomen van zijn visum.
- In 2018 versloeg hij Fabiano Caruana (uitdager om het het wereldkampioenschap in 2018) en Hikaru Nakamura bij het schaakkampioenschap van de Verenigde Staten.
- In 2020 werd hij gedeeld eerste, met de Armeense GM Hovhannes Gaboezjan, in het 29e jaarlijkse Open kampioenschap van Noord-Amerika.[5]

## Schaakteams
In 2002, in Bled, vertegenwoordigde hij voor de eerste keer Georgië bij de Schaakolympiade. Hij speelde opnieuw in Schaakolympiades in 2004 en in 2008.
In de United States Chess League speelde hij in 2013 en 2015 voor Manhattan Applesauce en won in 2015 de titel. 
In 2002, 2004 en 2008 nam hij met het Georgische team deel aan de Schaakolympiade.  